# Flecha Valona 2009
La 73.ª edición de la Flecha Valona se disputó el miércoles 22 de abril de 2009, con inicio en Charleroi y final en Huy (con el tradicional final en el muro de Huy), sobre un trazado de 195,5 kilómetros.
La prueba perteneció al UCI World Calendar 2009.
El ganador de la carrera fue el Italiano Davide Rebellin. A sus 37 años con esta victoria pasó a encabezar el palmarés de la prueba (con tres victorias) junto con su compatriota Moreno Argentin y con los belgas Marcel Kint y Eddy Merckx. La prueba estuvo marcada por la larga escapada, que llegó a contar con más de 15 minutos de ventaja, del francés Christophe Moreau (que se hizo con la única clasificación secundaria, la de la montaña) y del japonés Fumiyuki Beppu. A pocos kilómetros de meta fueron alcanzados por el grupo de favoritos que se repartieron las primeras plazas: Rebellin ganó llegando a meta en compañía de Andy Schleck y Damiano Cunego.

## Equipos participantes
Participaron 25 equipos (los mismos que en la Amstel Gold Race 2009 excepto el de categoría UCI ProTour del Fuji-Servetto, y más los de categoría Profesional Continental del Barloworld-Bianchi y Agritubel).

## Clasificación final
| Pos. | Ciclista           | Equipo                                          | Tiempo     |
| ---- | ------------------ | ----------------------------------------------- | ---------- |
| 1.   | Davide Rebellin    | Serramenti PVC Diquigiovanni-Androni Giocattoli | 4h 42' 15" |
| 2.   | Andy Schleck       | Saxo Bank                                       | + 2"       |
| 3.   | Damiano Cunego     | Lampre                                          | m.t.       |
| 4.   | Samuel Sánchez     | Euskaltel-Euskadi                               | + 7"       |
| 5.   | Cadel Evans        | Silence-Lotto                                   | m.t.       |
| 6.   | Thomas Lövkvist    | Columbia-High Road                              | m.t.       |
| 7.   | Alejandro Valverde | Caisse d'Epargne                                | + 11"      |
| 8.   | Simon Gerrans      | Cervélo                                         | m.t.       |
| 9.   | Michael Albasini   | Columbia-High Road                              | m.t.       |
| 10.  | Rinaldo Nocentini  | Ag2r-La Mondiale                                | + 15"      |